# کارولینا کولورادو هنائو
کارولینا کولورادو هنائو (به انگلیسی: Carolina Colorado Henao) (زادهٔ ۷ سپتامبر ۱۹۸۷) شناگر اهل کلمبیا است.